# Åmosen
Åmosen er Danmarks største lavmose beliggende i det nordlige Vestsjælland mellem Tissø (sø) i vest og Hvalsø (by) i øst. Åmosen er delt i Store Åmose sydøst for Skarresø og Lille Åmose mellem Skarresø og Tissø.
Mosen er berømt for vigtige definerende fund fra Maglemosekulturen (Ulkestrup Lyng) og Kongemosekulturen. I Åmosen fandt man Sjællands ældste menneskekranium, dateret til ca 7700 f.Kr. Mosen er også det sted i Nordeuropa, hvor der er fundet flest billeder fra stenalderen, ridset ind i redskaber af knogler og hjortetak. I 2005 havde Kulturarvsstyrelsen registreret 1.288 fundpladser i Åmosen.
Åmosen blev i efteråret 2013 del af den 8.000 ha store Naturpark Åmosen.

## Fra Åmosens historie
Store Åmose er med sine 36 km² Sjællands største mose, der rummer kulturarv af national og international betydning. Under marker og græstørv findes menneskeskeletter, bopladser, redskaber og madaffald fra stenalderen. I de fugtige jordlag er oldsager af træ, ben og hjortetak bevaret. Genstande af den type er meget sjældne og kan give et detaljeret indblik i jæger- og samlerfolkenes levevis. Intet andet sted i Europa kan fremvise en så rig og varieret 5.000-11.000 år gammel kulturarv.
For nogle tusinde år siden var Åmosen en bred smeltevandsflod, der førte smeltevand fra istidens gletchere fra store dele af Sjælland til Storebælt. I stenalderen var Åmosen en større sø, hvor der blev drevet en hel del fiskeri. Omkring søen lå adskillige bopladser. Efterhånden voksede søen til og blev til en mose. Fra 1700-tallet indtil efter anden verdenskrig blev der fra områdets højmosearealer udvundet tørv til brænde. Efter den første dræning i 1930'erne blev mosen tørlagt i 1960'erne, så jorden kunne bruges til landbrug. En del af arealet er i dag braklagt eller ligger som mindre naturområder.
De første bopladser blev udgravet af arkæologer i 1940'erne. Alle bopladserne i Åmosen var placeret så tæt ved søbredden, at man kunne sejle til og fra hytterne og smide affald, madrester osv. i vandet. Den høje vandstand om vinteren må have oversvømmet bopladserne helt, så beboerne har trukket ud til kysten af Storebælt og derefter vendt tilbage næste forår.
Miljøministeriet har sammen med Klima-, Energi- og Bygningsministeriet afsat 45 millioner kroner til naturgenopretning, der kan sikre, at tørvelagene ikke tørrer ud. Derved kan kulturarven i Store Åmose bevares til senere generationer af forskere, som vil have bedre undersøgelsesmetoder, end nutiden råder over. Princippet om i videst muligt omfang at bevare kulturarven i jorden, i stedet for at grave den ud, er nedfældet i Europarådets Malta-konvention om beskyttelse af den arkæologiske arv og er indarbejdet i den danske museumslov.
De 45 millioner kroner til genopretning skal anvendes til opkøb og regulering af grundvandsspejlet, så mosen kan finde tilbage til sin oprindelige tilstand. Dermed kan man standse den udtørring, der om sommeren får tørven og kulturarven til at formulde og forsvinde i atmosfæren som CO2. Vandspejlet bør stå mindst 20 cm over kulturlagene, som nogle steder kun ligger 30 cm under jordoverfladen.

## Eksterne links
- Wikimedia Commons har flere filer relateret til Åmosen
- Naturpark Åmosen

55°35′N 11°32′Ø / 55.583°N 11.533°Ø